# Kelwin

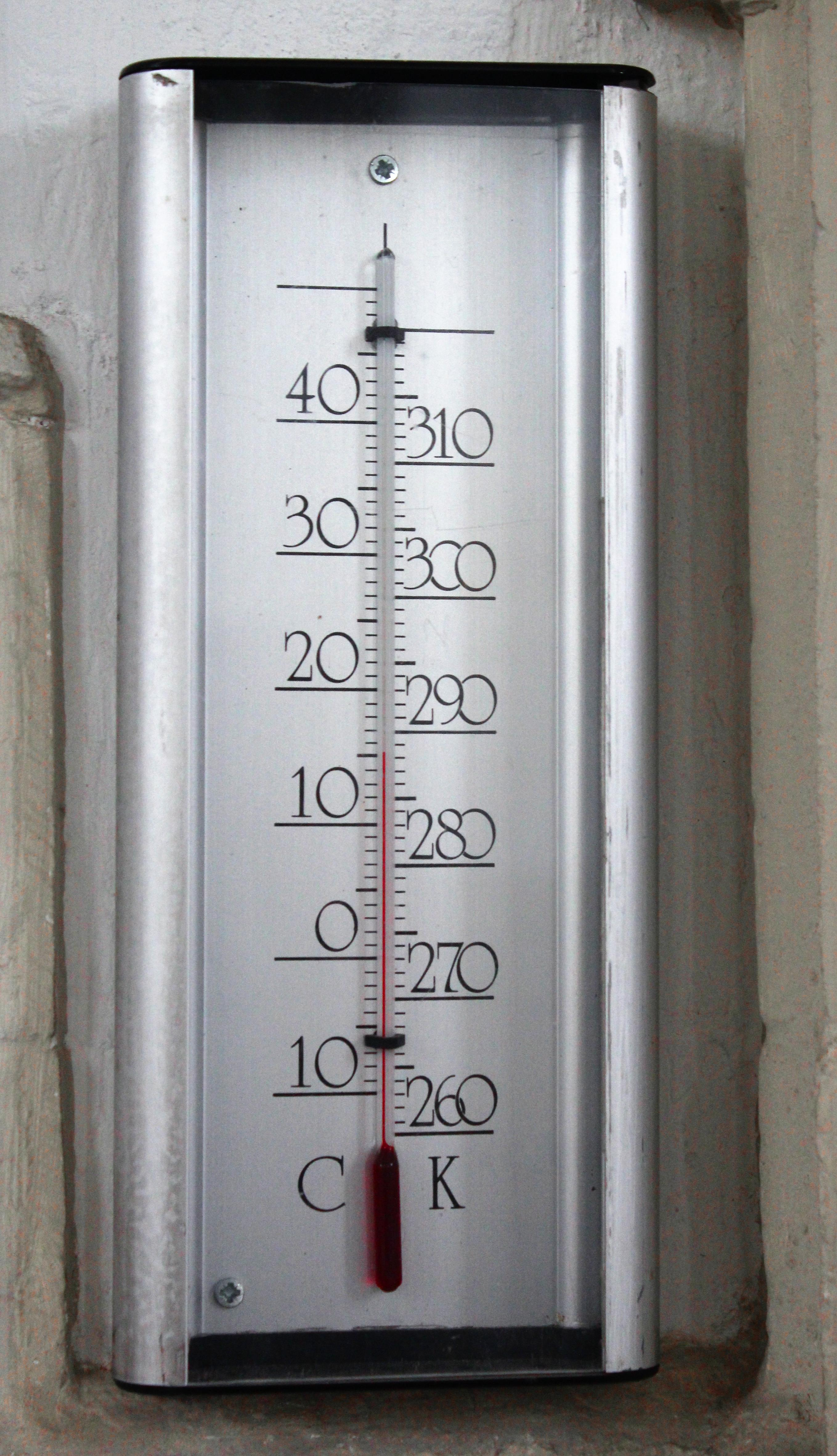

Kelwin – jednostka temperatury w układzie SI, oznaczana symbolem K. Nazwa pochodzi od brytyjskiego fizyka Williama Thomsona, lorda Kelvina.
Decyzją 26. Generalnej Konferencji Miar od 20 maja 2019 r. definicja kelwina jest następująca: Kelwin, oznaczenie K, jest to jednostka temperatury termodynamicznej w SI. Jest ona zdefiniowana poprzez przyjęcie ustalonej wartości liczbowej stałej Boltzmanna k, wynoszącej 1,380 649×10−23, wyrażonej w jednostce J K−1, która jest równa kg m² s−2 K−1, gdzie kilogram, metr i sekunda zdefiniowane są za pomocą h, c i ∆νCs.
Skala Kelwina (skala bezwzględna) jest skalą termometryczną absolutną, tzn. zero w tej skali oznacza najniższą teoretycznie możliwą temperaturę, jaką może mieć ciało. Jest to temperatura, w której (według fizyki klasycznej) ustały wszelkie drgania cząsteczek. Temperatury tej nie da się jednak osiągnąć – obliczono ją na podstawie funkcji uzależniającej temperaturę od energii kinetycznej w gazach doskonałych. Funkcję tę opracował William Thomson, lord Kelvin, na którego cześć nazwano skalę i jednostkę temperatury.
Inną skalą o tej właściwości jest skala Rankine’a oparta na skali Fahrenheita.
Temperatura 0 K odpowiada temperaturze −273,15 °C. Ponieważ skala Kelwina oparta jest na skali Celsjusza i różnica temperatury jest w obu przypadkach ta sama, temperaturę w kelwinach otrzymuje się przez dodanie do liczby wyrażonej w stopniach Celsjusza stałej 273,15:
{\displaystyle T_{\mathrm {[K]} }=t_{\mathrm {[{}^{\circ }C]} }+273{,}15.}
W przeciwieństwie do skali Celsjusza, w skali Kelwina nie używa się wyrazu „stopień”, tj. temperatura 100 stopni Celsjusza to inaczej temperatura 373,15 kelwinów. Określenie „stopień Kelvina” zostało zastąpione nazwą „kelwin” na mocy 3. rezolucji XIII Generalnej Konferencji Miar i Wag.